# Abaddonova brána
Abaddonova brána (Abaddon´s Gate) je třetí díl space opera knižní série Expanze od Jamese S. A. Coreye, což je pseudonym spisovatelů Daniela Abrahama a Ty Francka. Kniha vyšla v roce 2013 u nakladatelství Orbit Books, český překlad byl vydán o rok později nakladatelstvím Triton. Příběh je vyprávěn z pohledu čtyř hlavních postav; Jima Holdena, Carlose Bacy, Anny Volovodové a Clarissy Mao alias Melby Kohové.

## Děj
Jim Holden se svojí posádkou z lodi Rosinante za doprovodu televizního štábu vydává na cestu k mezihvězdné bráně (Prstenci), která byla vytvořena protomolekulou. Právě z toho důvodu není Holden z celé cesty nijak nadšen, má totiž pocit, že ho protomolekula pronásleduje. Zjevuje se mu totiž dávno mrtvý spolupracovník Miller, jenž mu vykládá věci zdánlivě nedávající smysl. Kapitán Rosinante ovšem nemá na výběr, jelikož jeho loď chce zabavit marťanská vláda, cesta s televizním štábem je tedy jediná možnost, jak zabavení lodi oddálit. K Prstenci ovšem nemíří jen Rosinante, ale také spousty dalších výzkumných a bojových lodí Marsu a Země. Svojí bitevní loď Behemoth vysílá také organizace SVP. Na ní zastává roli šéfa bezpečnosti Carlos „Bull“ Baca, na jedné pozemské civilní lodi k Prstenci dorazí členka europské kongregace Anna Volovodová.

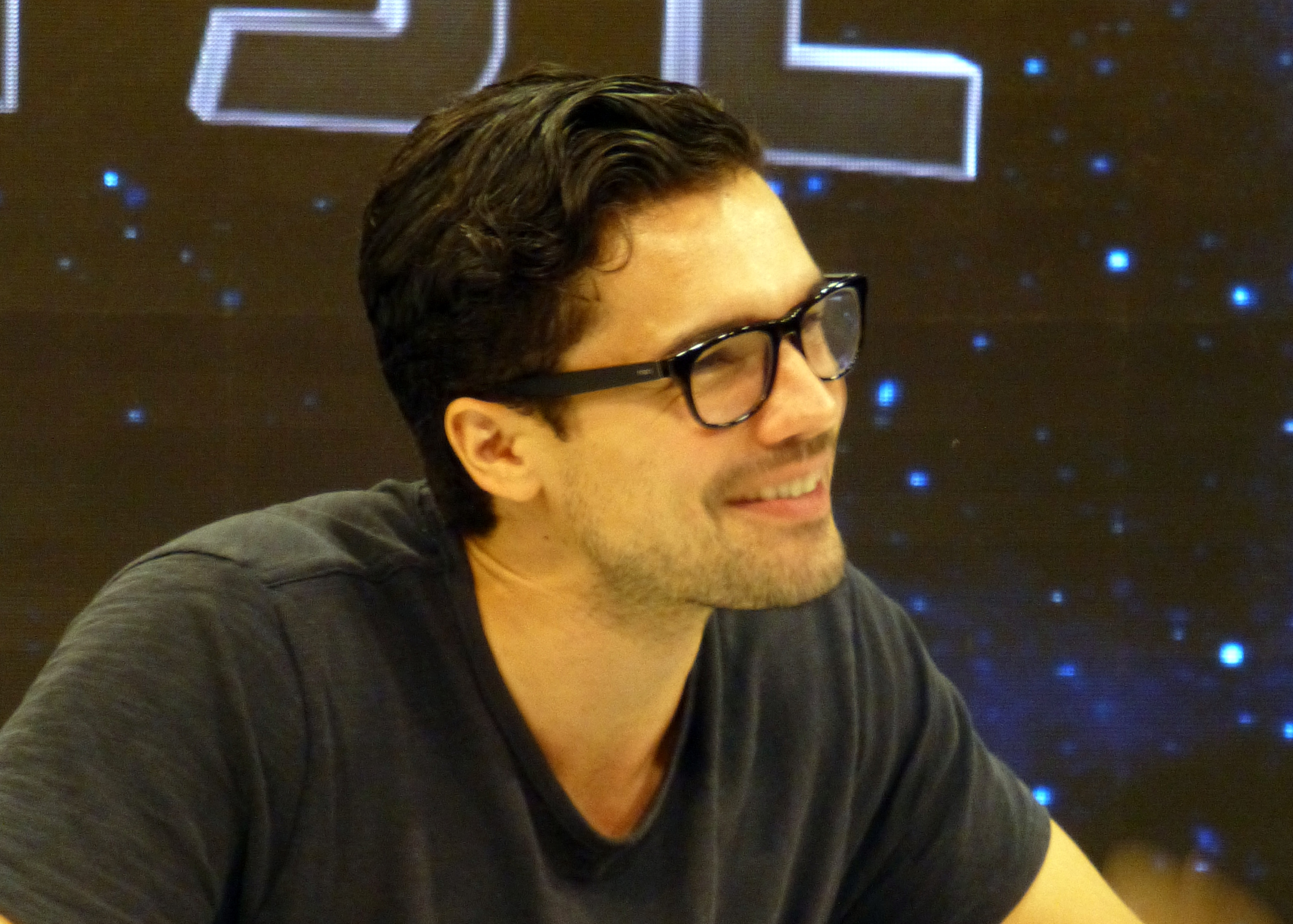
Steven Strait, představitel seriálového Jima Holdena

Na jedné z lodí pozemské flotily je odpálena bomba, načež se z Rosinante začne šířit vysílání, ve kterém Holden prohlašuje Prstenec za majetek SVP. Ten ovšem žádné takové prohlášení nikdy nenatočil a neplánoval, pro SVP navíc již nějakou dobu nepracuje. V následující vyhrocené situaci na Rosinante jako první vystřelí právě loď SVP, Behemoth, a Holdenovi se podaří proletět Prstencem. Ta ho přenese na neznámé místo s dalšími branami a kulatou stanicí. Zároveň vyjde najevo, že zvukař televizního štábu dostal od jisté osoby zaplaceno, aby na loď umístil zařízení, které se nabourá do jejího softwaru. Zvukař také onu osobu vymodeluje a Holden v ní pozná taktéž mrtvou Julii Mao. Naomi, první důstojník Rosinante, odešle informace o jejich nevinně ostatním lodím, které se také rozhodly proletět skrze Prstenec, zatímco Holden se vydává do „mimozemské“ stanice. Tam se mu opět zjevuje Miller, který s jeho pomocí přichází na to, že byly brány využívány dávnou civilizaci k rychlému cestování. Civilizace ovšem byla napadena něčím mnohem mocnějším, a aby se agresor nerozšířil do dalších soustav, zničila stanice celý planetární systém této civilizace. Za Holdenem se vydají jednotky marťanské armády a zatknou ho, předtím ovšem dojde ke střelbě, což stanice vyhodnotí jako hrozbu. Zpomalí tedy maximální povolenou rychlost v prostory mezi branami a zachytí všechny lodi překračující tuto rychlost. Všechna plavidla tedy během pár sekund závratně zpomalí, což má katastrofální dopad na jejich posádky; spousty mrtvých a zraněných vlivem velkého přetížení.
Na jedné z pozemských lodích mezitím Anna přichází na to, že onou teroristkou není Julie, nýbrž její mladší sestra Clarissa skrývající se pod jménem Melba. Také zjišťuje, že se Clarissa vydala na cestu k Rosinante a vyráží za ní. Přichází prakticky na poslední chvíli, Clarisse se totiž téměř povedlo zabít Naomi, zatímco zbylí dva členové posádky již byli zraněni vlivem přetížení. Clarissa dočasně zvýší svojí sílu chemickými implantáty, Anně a Naomi se ale podaří schovat a útočnice se za chvíli zhroutí. Je tedy přecezena do vězení na Behemotha, kam se mezitím z iniciativy Bulla uchylují všichni přeživší. Mezi Bullem a kapitánem lodi Aschfordem dojde ke sporu, na Bullovu stranu se postaví první důstojník Paová a Aschford je uvězněn. Následně však uspořádá svojí vzpouru a převezme kontrolu nad řízením lodi s cílem zničit bránu do sluneční soustavy. Holden se ale obává, že by tento akt mohl vyburcovat stanici ještě k větší akci, která by mohla zasáhnout právě i sluneční soustavu. Dle kapitána Rosinante je jediná možnost, jak se vymanit ze „sevření“ stanice, vypnout všechny reaktory na lodích a dát tím stanici znamení, že pro ni nejsou hrozbou. S Bullem a jeho lidmi se proto pokusí dostat loď zpět pod svojí kontrolu, přičemž umírá spousta lidí na obou stranách. Mezi zabitými je také Bull. Pro zbytek Holdenova týmu zvrátí nepříznivě se vyvíjející situaci překvapivě Clarissa, která přetíží elektrický obvod na Behemothu, čímž celou loď vypne. Stanice následně všechny lodě „propustí“ a ty se tak mohou vrátit zpět do sluneční soustavy. Marťanské jednotky toho ovšem nevyužijí a rozhodnou se pokračovat v průzkumu bran.